# Scontro di Villa Glori
Lo scontro di Villa Glori ebbe luogo nel pomeriggio del 23 ottobre 1867, nel quadro della spedizione militare di Giuseppe Garibaldi per sottrarre Roma dal governo pontificio ed unirla all'Italia, nota come campagna dell'Agro romano per la liberazione di Roma.

## Antefatto
Nel corso del 1867 Garibaldi, reduce dal successo contro gli austriaci alla battaglia di Bezzecca, diede avvio all'organizzazione di un piccolo esercito di 10 000 volontari, fra cui era il futuro Presidente del Consiglio Alessandro Fortis, per l'invasione del Lazio (ancora in mano al Papato) e predisponendo, al contempo, un piano per la sollevazione di Roma.

## Lo scontro a fuoco
La notte del 23 ottobre 1867, un drappello di settantasei volontari guidati dal pavese Enrico Cairoli, partiti da Terni il 20 ottobre per portare aiuti ai rivoluzionari romani, dopo aver navigato il Tevere prese terra alla confluenza del Tevere con l'Aniene. Raggiunta una piccola altura alla sinistra del Tevere, dove aveva appuntamento con altri congiurati, la colonna occupò un casale sui Monti Parioli.
Nel frattempo, due volontari, Giuseppe Monti e Gaetano Tognetti, piazzavano una bomba in un magazzino sotto la caserma Serristori. L'esplosione distrusse un'intera ala dell'edificio e uccise 25 zuavi pontifici e due civili. I due furono catturati e decapitati con la ghigliottina il 24 novembre 1868, nonostante la richiesta di grazia che Vittorio Emanuele II aveva inoltrato a Pio IX.

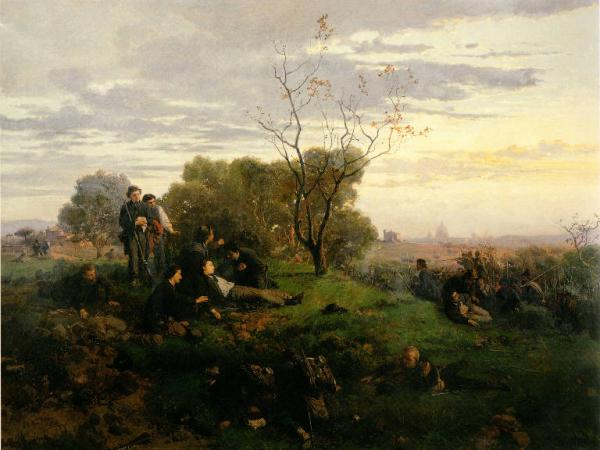
Gerolamo Induno, Morte di Enrico Cairoli

Verso le cinque pomeridiane di quel 23 ottobre i volontari vennero intercettati da circa 300 carabinieri svizzeri dell'esercito pontificio. Per circa un'ora si difesero in mezzo alle vigne e per due volte contrattaccarono alla baionetta. Negli scontri perse la vita Enrico Cairoli, mentre il fratello Giovanni fu gravemente ferito (Fratelli Cairoli). Giovanni morì l'11 settembre 1869 per le ferite riportate, a Belgirate, nella casa estiva della madre Adelaide. Michele Rosi scrive:
Allo scontro partecipò anche l'allora ventenne Pio Vittorio Ferrari, giunto non molto prima dalla sua Udine per unirsi alle truppe dei Cairoli. Trentadue anni dopo i fatti, il Ferrari ne pubblicò una ricostruzione, in forma di una sorta di diario di viaggio.
Partecipò ( nr. 48 del monumento) allo scontro anche il tenente Costantino Tamanti (Petritoli 1829-1882 Magliano di Tenna) (A.B.)

## Esito
Morto Cairoli, il comando venne assunto da Giovanni Tabacchi che fece rientrare i volontari nella villa, da dove seguitarono a fare fuoco, finché i soldati pontifici, calata la sera, si ritirarono in Roma. I superstiti ripiegarono verso le posizioni di Garibaldi, al confine italiano.
Tra i superstiti, Giulio Aiani e Pietro Luzzi, catturati dalle forze papaline, vennero condannati a morte il 10 dicembre 1868; altri cinque rivoluzionari furono condannati all'ergastolo.
L'azione garibaldina avrebbe registrato il suo ultimo esito alla battaglia di Mentana.

## Monumenti

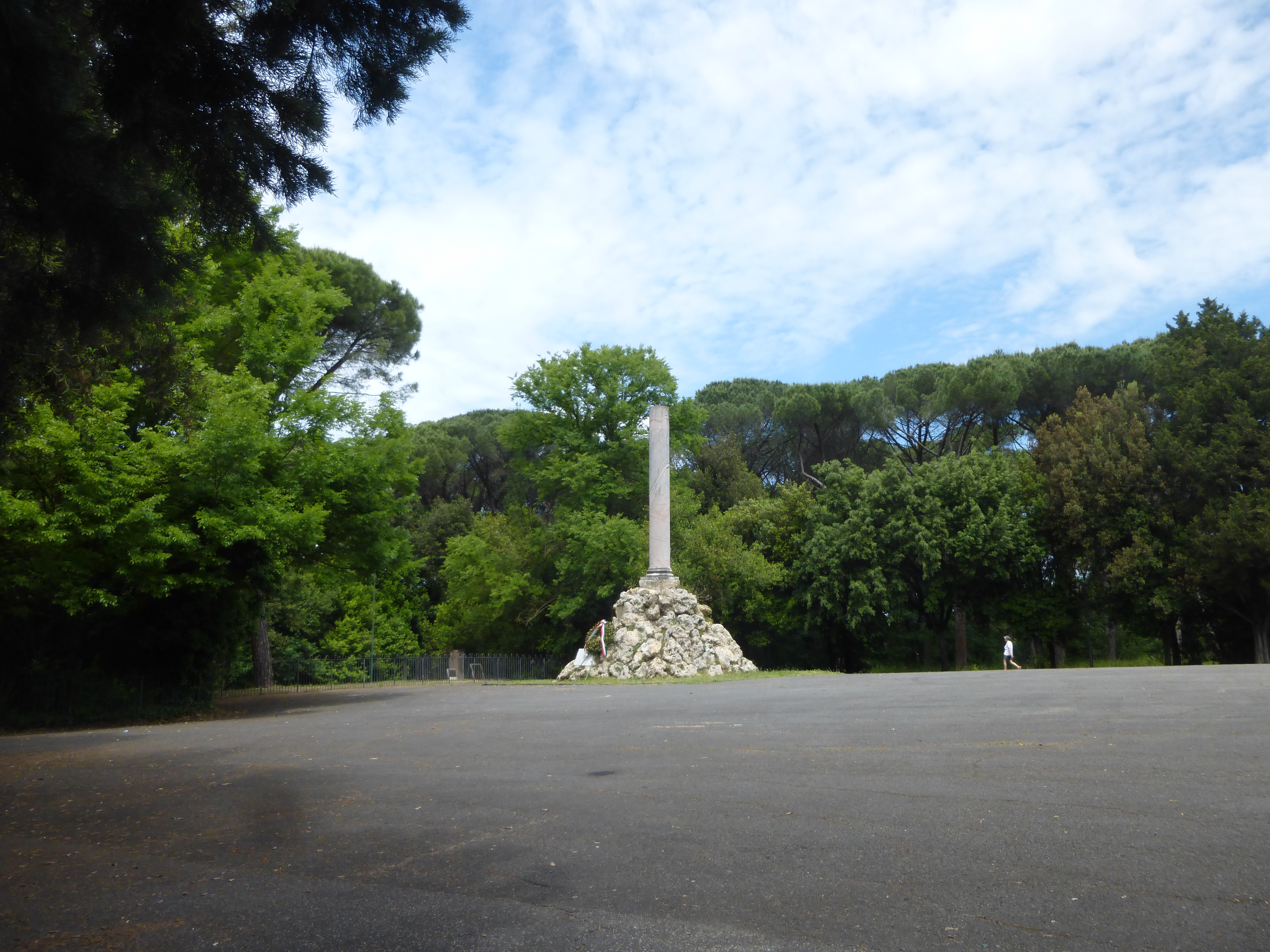
Colonna dei fratelli Cairoli (villa Glori)

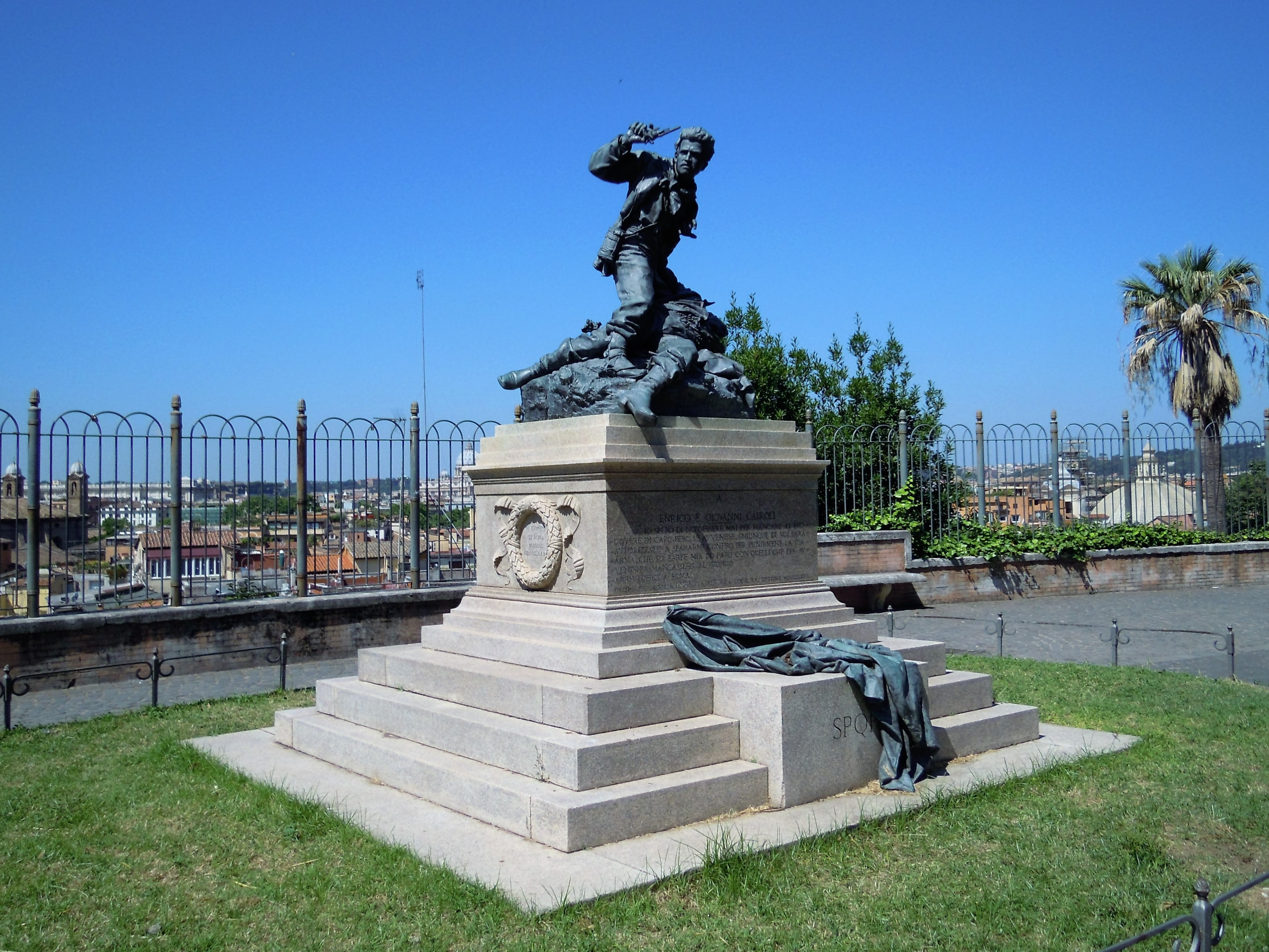
Monumento ai fratelli Cairoli (parco del Pincio, Roma)

In cima alla collina di villa Glori, vicino al luogo dove morì Enrico Cairoli, c'è una semplice colonna dedicata ai fratelli Cairoli ed ai loro 70 compagni. A pochi metri dalla colonna una targa ricorda le ultime parole pronunciate dal Cairoli prima di spirare: Ci resta però la soddisfazione di aver fatto il nostro dovere siamo caduti da forti. Il gran problema è risolto. Sul Pincio, vicino a Villa Medici (Accademia di Francia), c'è un altro monumento di bronzo con Giovanni che sostiene con un braccio il morente Enrico Cairoli (salita la scalinata di Piazza del Popolo il monumento si trova un centinaio di metri a sinistra). Sul retro del monumento sono scritti i nomi dei loro compagni.
Il Museo centrale della Campagna, con annessa Ara-Ossario dove riposano i resti di 300 volontari, si trova a Mentana, dove il 3 novembre 1867 la Campagna stessa si concluse.
Un frammento del mandorlo di Villa Glori fu donato al Museo dalla Società Reduci delle patrie battaglie ed è esposto a Mentana dal 1914, insieme ad altri cimeli dei Cairoli.
Al fatto d'armi e alla morte di Cairoli è dedicata una grande tela del pittore Gerolamo Induno.

## Carducci e Pascarella
Lo scontro di villa Glori ispirò la poesia In morte di Giovanni Cairoli di Giosuè Carducci, pubblicata in Giambi ed Epodi nel 1882, e i venticinque sonetti romaneschi che compongono Villa Gloria di Cesare Pascarella.